# Tiburtino (dialecte)
Pour les articles homonymes, voir Tiburtino (homonymie).

Carte des dialectes italiens, avec la mention du dialecte tiburtino assimilable au sabino (dialecte des monts Sabins) sur cette carte.

Le tiburtino est un dialecte italien principalement parlé dans la région entourant la ville de Tivoli et les montagnes environnantes.

## Caractéristiques
Le tiburtino, différent de son voisin le romanesco de Rome pourtant distante que de 40 kilomètres, est un dialecte principalement utilisé entre habitants de la ville et dans la zone environnante des monts Sabins. Parmi ses caractéristiques les mots masculins se terminent en u alors qu'en italien ou romanesco ils finissent en o. Une autre caractéristique consiste en la gutturalisation des gli en -gghi, avec un son intermédiaire entre le c de casa et le g de gatto. Les articles dérivent des démonstratifs latin ille, illa, illud, avec la perte du il initial. Ainsi, :
- Articles déterminants : lu, la, li, le et le neutre lo qui s'utilise généralement de manière limitée aux comestibles (lo pa', lo sale), aux matières (lo rame, lo feru), aux adjectifs et adverbes (lo maro', lo pocu, lo troppu, il colore marrone, il poco, il troppo), et aux substantifs infinitifs verbaux (lo magna', lo beve, lo dormi')
- Articles indéterminés : -'Nu, -'N, -'na

## Auteurs en tiburtino
Les auteurs en tiburtin sont principalement des poètes locaux tels que Tito Silvani (1870-1954), Evaristo Petrocchi (1870-1944), Marcello De Santis (1939), et plus récemment Giuseppe Porcelli qui écrit également en prose et pour le théâtre, ainsi que des linguistes, pour la plupart tiburtins, comme Evaristo Petrocchi, Dante Corneli (1900-1990) et Franco Sciarretta, qui ont publié des essais d'analyse et des dictionnaires sur la langue.